# David Špiler
David Špiler (Kranj, Slovenija, 2. siječnja 1983.), slovenski rukometaš, igrač Rukometnog kluba NEXE Našice. 
Član je i slovenske rukometne reprezentacije. Igra na poziciji srednjeg vanjskog. Prije Zagreba igrao je za Koper, Celje i Slovenj Gradec.

## Vanjske poveznice
|  | Zajednički poslužitelj ima još gradiva o temi David Špiler |